# IC 2255
IC 2255 је група звијезда у сазвјежђу Рак која се налази на листи објеката дубоког неба у Индекс каталогу.
Деклинација објекта је + 23° 27' 26" а ректасцензија 8h 16m 43,0s.